# Ayakha Melithafa
Ayakha Melithafa, née en 2002, est une militante écologiste sud-africaine de la rivière Eerste dans le Cap occidental. 

## Petite enfance et éducation
Elle est originaire d'Eerste River, Western Cape, une banlieue du Cap. Elle étudie actuellement au Centre des sciences et technologies de Khayelitsha. 

## Militantisme pour le climat
Melithafa est invitée à Davos, avec 15 autres enfants, dont Greta Thunberg, Alexandria Villaseñor, Carl Smith et Catarina Lorenzo pour déposer une plainte auprès du Comité des droits de l'enfant des Nations unies pour avoir omis de traiter la crise climatique à sa juste mesure,,. 
Melithafa contribue à l'initiative YouLead du projet 90 d'ici 2030, une organisation engagée dans un projet de réduction de 90% du carbone d'ici 2030  . Recrutée par Ruby Sampson en mars 2019 elle rejoint l' African Climate Alliance du Youth Spokesteam. Elle est responsable du recrutement pour l'African Climate Alliance. 
Melithafa plaide particulièrement pour l'inclusion de diverses voix dans l'activisme climatique. Selon elle, il est important que les pauvres et les personnes afro descendantes se rendent aux manifestations car elles sont directement concernées par le phénomène du changement climatique.  